# Partito Laburista (Irlanda)
Il Partito Laburista (in inglese Labour Party, PL o LAB, in gaelico Páirti an Lucht Oibre) è un partito politico irlandese, a ispirazione socialdemocratica.
È il più antico partito politico irlandese, essendo stato fondato nel 1912; aderisce all'Internazionale socialista e al Partito Socialista Europeo.

## Storia
È la terza forza politica del paese. Alle elezioni generali del 2002 ha ottenuto il 10,8% dei voti, dato sostanzialmente in media con i risultati elettorali dal 1977 in poi: unica eccezione il 1993, quando il PL ottenne il suo miglior risultato, il 19,3% dei voti e 33 deputati. Il peggior risultato, invece, è del 1987, quando il PL ottenne il 6,4%, a causa del discreto risultato del Partito dei Lavoratori (marxisti).
Nel 1990, Mary Robinson, laburista, è stata la prima donna ad essere eletta Presidente della Repubblica d'Irlanda. Nel 1997 ha visto la confluenza della Sinistra Democratica, nata da una scissione, nel 1992, del Partito dei Lavoratori.
Alle elezioni generali del 2007, i laburisti sono passati dal 10,8 al 10,1%, eleggendo 20 deputati (1 in meno) e rimanendo all'opposizione di un Governo composto da Fianna Fail, Democratici Progressisti e, per la prima volta, dal Partito Verde.
Nel 2011 viene eletto Presidente d'Irlanda il laburista Michael D. Higgins.
È stato sei volte al Governo, quasi sempre alleato con il Fine Gael (democristiani), una sola volta con il Fianna Fàil (conservatori liberali). È inoltre l'unico partito, oltre al Fianna Fáil, ad aver offerto un Presidente della Repubblica (Douglas Hyde, il primo Presidente, era infatti indipendente).

## Risultati elettorali

### Elezioni legislative
| Anno    | Voti    | %          | +/-  | Seggi    | +/-     | Status                |
| ------- | ------- | ---------- | ---- | -------- | ------- | --------------------- |
| 1922    | 132 565 | 21,3 (3.º) |      | 17 / 128 |         | Opposizione           |
| 1923    | 111 939 | 10,6 (4.º) | 11,7 | 14 / 153 | 3       | Opposizione           |
| 06/1927 | 143 849 | 12,6 (3.º) | 2,0  | 22 / 153 | 8       | Opposizione           |
| 09/1927 | 106 184 | 9,1 (3.º)  | 3,5  | 13 / 153 | 9       | Opposizione           |
| 1932    | 98 286  | 7,7 (3.º)  | 1,4  | 7 / 153  | 6       | Sostegno parlamentare |
| 1933    | 79 221  | 5,7 (4.º)  | 2,0  | 8 / 153  | 1       | Sostegno parlamentare |
| 1937    | 135 758 | 10,3 (3.º) | 4,6  | 13 / 135 | 5       | Sostegno parlamentare |
| 1938    | 128 945 | 10,0 (3.º) | 0,3  | 9 / 138  | 4       | Opposizione           |
| 1943    | 208 812 | 15,7 (3.º) | 5,7  | 17 / 138 | 8       | Opposizione           |
| 1944    | 106 767 | 8,8 (4.º)  | 6,9  | 8 / 138  | 9       | Opposizione           |
| 1948    | 115 703 | 8,7 (4.º)  | 0,1  | 14 / 147 | 6       | Governo               |
| 1951    | 151 828 | 11,4 (3.º) | 2,7  | 16 / 147 | 2       | Opposizione           |
| 1954    | 161 034 | 12,1 (3.º) | 0,7  | 19 / 147 | 3       | Governo               |
| 1957    | 111 747 | 9,1 (3.º)  | 3,0  | 12 / 147 | 7       | Opposizione           |
| 1961    | 136 111 | 11,6 (3.º) | 2,5  | 16 / 144 | 4       | Opposizione           |
| 1965    | 192 740 | 15,4 (3.º) | 3,8  | 22 / 144 | 6       | Opposizione           |
| 1969    | 224 498 | 17,0 (3.º) | 1,6  | 18 / 144 | 4       | Opposizione           |
| 1973    | 184 656 | 13,7 (3.º) | 3,3  | 19 / 144 | 1       | Governo               |
| 1977    | 186 410 | 11,6 (3.º) | 2,1  | 17 / 148 | 2       | Opposizione           |
| 1981    | 169 990 | 9,9 (3.º)  | 1,7  | 15 / 166 | 2       | Governo               |
| 02/1982 | 151 875 | 9,1 (3.º)  | 0,8  | 15 / 166 | Stabile | Opposizione           |
| 11/1982 | 158 115 | 9,4 (3.º)  | 0,3  | 16 / 166 | 1       | Governo               |
| 1987    | 114 551 | 6,4 (4.º)  | 3,0  | 12 / 166 | 4       | Opposizione           |
| 1989    | 156 989 | 9,5 (3.º)  | 3,1  | 15 / 166 | 3       | Opposizione           |
| 1992    | 333 013 | 19,3 (3.º) | 9,8  | 33 / 166 | 18      | Governo               |
| 1997    | 186 044 | 10,4 (3.º) | 8,9  | 17 / 166 | 16      | Opposizione           |
| 2002    | 200 130 | 10,8 (3.º) | 0,4  | 20 / 166 | 3       | Opposizione           |
| 2007    | 209 175 | 10,1 (3.º) | 0,7  | 20 / 166 | Stabile | Opposizione           |
| 2011    | 431 796 | 19,4 (2.º) | 9,3  | 37 / 166 | 17      | Governo               |
| 2016    | 140 898 | 6,6 (4.º)  | 12,8 | 7 / 158  | 30      | Opposizione           |
| 2020    | 95 558  | 4,4 (5.º)  | 2,2  | 6 / 158  | 1       | Opposizione           |

### Elezioni europee
| Anno | Voti    | %          | +/- | Seggi  | +/-     |
| ---- | ------- | ---------- | --- | ------ | ------- |
| 1979 | 193 898 | 14,5 (3.º) |     | 4 / 15 |         |
| 1984 | 93 656  | 8,3 (3.º)  | 6,2 | 0 / 15 | 4       |
| 1989 | 155 572 | 9,5 (4.º)  | 1,2 | 1 / 15 | 1       |
| 1994 | 124 972 | 11,0 (3.º) | 1,5 | 1 / 15 | Stabile |
| 1999 | 121 542 | 8,7 (3.º)  | 2,3 | 1 / 15 | Stabile |
| 2004 | 188 132 | 10,5 (4.º) | 1,7 | 1 / 13 | Stabile |
| 2009 | 254 669 | 13,9 (3.º) | 3,4 | 3 / 12 | 2       |
| 2014 | 88 229  | 5,3 (4.º)  | 8,6 | 0 / 11 | 3       |
| 2019 | 52 753  | 3,1 (6.°)  | 2,2 | 0 / 11 | Stabile |